# Dipriocampe diprioni
Dipriocampe diprioni är en stekelart som först beskrevs av Charles Ferrière 1935.  Dipriocampe diprioni ingår i släktet Dipriocampe, och familjen raggsteklar. Arten är reproducerande i Sverige.